# Cherub Rock
"Cherub Rock" er en sang skrevet af Billy Corgan og indspillet af Smashing Pumpkins. Det er den første single fra albummet Siamese Dream fra 1993. "Cherub Rock" blev nomineret i kategorien Best Hard Rock Performance ved Grammy Awards 1994. 
Singlen udkom d. 13. juli 1993 – et par uger inden udgivelsen af selve albummet. Singlen indeholdt b-siden "Pissant", som senere ville være at finde som bonustrack på den japanske udgave af albummet, samt Pisces Iscariot. Der var stor uenighed om, hvorvidt "Cherub Rock" eller "Today" skulle udgives som den første single. Billy Corgan mente, "Cherub Rock" skulle ud først og derefter "Today", som de fleste regnede med ville blive en stort hit. Pladeselskabet derimod ville have hittet ud så hurtigt som muligt og så helst, at "Today" blev udgivet med det samme. Som et kompromis blev "Cherub Rock" udgivet først, men kun i Europa, og nogle måneder senere udkom "Today" så verden over. Begge sange blev kæmpehit og blev spillet på MTV og Saturday Night Live. Da "Cherub Rock" endelig udkom i USA i 1994 floppede singlen og beviste, at Billy Corgan havde haft ret. 
I forbindelse med udgivelsen af bandets syvende album Oceania i 2012 lavede musikmagasinet Rolling Stone en oversigt over de 20 bedste sange fra Smashing Pumpkins ud fra en omfattende afstemning blandt fans. "Cherub Rock" blev stemt ind som nummer tre på listen.

## B-sider
- "Pissant"
- "French Movie Theme"

Begge b-sider er skrevet af Billy Corgan. I Japan er sangen dog kendt som "Hikari Express". 

## Musikvideo
Musikvideoen blev instrueret af Kevin Kerslake og vist på MTV første gang i sommeren 1993. I videoen spiller bandet sangen live i skovomgivelser, og Kerslake smed filmen i badekarret for at give den et mere ødelagt og beskidt udseende. Billy Corgan var angiveligt utilfreds med musikvideoen, og bandet arbejdede aldrig med Kerslake igen.

## Live
Billy Corgan skrev "Cherub Rock" i 1992, og bandet fik indspillet en demo i løbet af efteråret 1992. Herefter debuterede de sangen live i december 1992, og i forbindelsen med udgivelsen af Siamese Dream i juli 1993 og valget af "Cherub Rock" som førstesingle, blev sangen naturligvis spillet jævnligt ved bandets koncerter på Siamese Dream Tour i 1993 og 1994. Ligeledes på Infinite Sadness Tour (1995-1997) var "Cherub Rock" til bandets fans' glæde at se på sætlisterne, men som så mange andre af bandets hits, blev sangen ekskluderet fra Adore Tour i 1998. I 2000 og senest på bandets comebackturné, Zeitgeist Tour (2007-2008), har sangen været spillet ofte, og den er nu spillet mere end 400 gange live, hvilket gør den til én af de mest spillede Smashing Pumpkins-sange overhovedet.

## Wrestling
Den mexicanske wrestler Psicosis brugte en alternativ version af "Cherub Rock" som entrémusik i 2000, mens han wrestlede for Extreme Championship Wrestling (WCW). Sangskriver Billy Corgan og trommeslager Jimmy Chamberlin er selv stor fans af wrestling, og Smashing Pumpkins har flere gange leveret musik til ECW og Total Nonstop Action Wrestling (TNA).